# Ovodda
Ovodda là một đô thị ở tỉnh Nuoro ở vùng Sardinia của Italia, tọa lạc cách khoảng 100 km về phía bắc của Cagliari và cách khoảng 30 km về phía tây nam của Nuoro. Tại thời điểm ngày 31 tháng 12 năm 2004, đô thị này có dân số 1.704 người và diện tích là 40.8 km².
Ovodda giáp các đô thị: Desulo, Fonni, Gavoi, Ollolai, Teti, Tiana.